# 萊恩 (伊利諾伊州弗利米恩縣)
萊恩（英語：Ryan）是位於美國伊利諾伊州弗米利恩縣的一個非建制地區。該地的面積和人口皆未知。

## 地理
萊恩的座標為40°03′01″N 87°48′22″W / 40.05028°N 87.80611°W，而該地的平均海拔高度為199米（即653英尺）。